# Dikrella mella
Dikrella mella är en insektsart som beskrevs av Ruppel och Delong 1952. Dikrella mella ingår i släktet Dikrella och familjen dvärgstritar. Inga underarter finns listade i Catalogue of Life.